# Andrew Cohen (auteur)
Pour les articles homonymes, voir Andrew Cohen.
Andrew Cohen, né le 23 octobre 1955 et mort le 25 mars 2025, est un enseignant spirituel américain, écrivain, conférencier et rédacteur en chef du magazine EnlightenNext, fondateur d’une approche de spiritualité qu’il a appelée « l'éveil évolutionnaire » (evolutionary enlightenment) et musicien (batteur). Il a fondé l’organisation internationale EnlightenNext.

## Biographie
Andrew Cohen est né le 23 octobre 1955 à New York. Élevé dans une famille juive non croyante, il rapporte que sa vie aurait changé à l’âge de 16 ans par une expérience spirituelle qu’il nomme « conscience cosmique ». Il abandonne alors son ambition de devenir batteur de jazz et cherche à renouveler cette expérience. 
Il étudie alors les arts martiaux, le Kriya Yoga puis le Bouddhisme, jusqu’à sa rencontre en 1986 du guru indien H. W. L. Poonja. 
Après avoir passé trois semaines avec cet homme, et avoir vécu ce qu’il considère comme un éveil spirituel, Andrew Cohen commença à enseigner lui-même, au départ avec les encouragements de Poonja jusqu’à ce qu’un désaccord philosophique entre les deux hommes ne les sépare.
En 1988, Andrew Cohen fonde EnlightenNext, un réseau sans but lucratif dont l’objet est de créer une « culture globale ». Le centre principal de cette organisation est un lieu de retraite de 89 ha à Lenox, Massachusetts aux États-Unis. À côté de petits groupes d'étudiants disséminés dans le monde, EnlightenNext a des centres à New York, Boston, Londres, Amsterdam, Francfort, Zürich, Paris, Copenhague, et Rishikesh en Inde.
Peu de temps après le début de son enseignement, Andrew Cohen a commencé à rencontrer d'autres maîtres spirituels pour partager son expérience et dialoguer sur la nature de l'éveil spirituel. En 2000, il devint l’un des membres fondateurs de l’Institut Intégral de Ken Wilber.
En 1991, il crée le magazine What Is Enlightenment??!, qui devint plus tard EnlightenNext. En tant que rédacteur en chef, il croit qu'il « nous revient de créer le futur » et considère que la revue et les programmes de formation qui lui sont associés sont des forums ouverts au dialogue et au questionnement relatif au sens de la vie spirituelle à l'ère postmoderne.
Le 26 juin 2013, il annonce sur son blog qu'il prend un congé sabbatique pour une durée prolongée car certains de ses plus proches étudiants l'ont aidé à réaliser qu'en dépit de la profondeur de son éveil, son ego est toujours bien vivant.
En 2020, Andrew Cohen a lancé Manifest Nirvana, une plateforme de méditation et d'enseignement en ligne décrite sur la page d'accueil comme un « foyer pour les âmes souveraines, les esprits radicaux et les pionniers intégraux ». Andrew Choen est décédé le 25 mars 2025, à l'âge de 69 ans.

## Thèses
Cohen dit que la spécificité de son enseignement spirituel, l’éveil évolutionnaire, est de remettre la notion traditionnelle de réalisation de l’éveil dans le contexte de l’évolution cosmique. En s’éveillant à l’être éternel, Cohen prétend que l’homme peut se libérer de ses motivations égoïstes — l’ego — et apprendre à manifester ce qu’il appelle le Soi authentique. Ce Soi qui est au-delà de l’ego représenterait ce qu’il y a de mieux dans l’humanité : créativité, compassion et entraînement par une impulsion évolutionnaire « qui ne fait qu’un avec le Big Bang lui-même ». Selon Cohen, quand des êtres humains font le choix de vivre leur Soi authentique, ils peuvent réaliser leur inséparabilité de l’univers et par là même découvrir une raison de vivre qui transcende l’égoïsme, c’est-à-dire, la capacité unique de l’homme à participer à l’évolution de la conscience.
Andrew Cohen fait une distinction entre l’éveil évolutif et l’éveil personnel plus traditionnel. Dans le concept d’éveil évolutif, l’éveil spirituel n’est plus la possession d’un individu mais la fondation de relations nouvelles sur lesquelles pourrait s’ériger une nouvelle culture. Selon lui, l’émergence de cette nouvelle conscience et de cette nouvelle culture est indispensable à la survie de la race humaine. Il affirme que la responsabilité de franchir cette étape repose sur les précurseurs du développement humain.
Pour aider ceux qui veulent évoluer dans cette direction, Andrew Cohen a développé un enseignement incluant les éléments essentiels que sont Les 5 lois et Les 6 principes de l’éveil évolutif. Un modèle d’enseignement interactif résume les perspectives offertes par cet enseignement.

## Musique
En 2001, Andrew Cohen revient à sa passion pour la batterie et forme un groupe de jazz-funk-fusion qu’il nomme Unfulfilled Desires (Désirs inassouvis). Le groupe joue des compositions originales et des reprises et se produit en Europe et aux États-Unis. Il a réalisé trois CD : Live at the Iron Horse (2002), Enlightened Dog (2004) et Punk Funk (2008).

## Critiques
D’anciens adeptes, dont sa mère, décrivent Andrew Cohen comme un maître spirituel charismatique et manipulateur. Sa mère, Luna Tarlo, a écrit un livre intitulé Mother of God (Mère de Dieu) sur son expérience lorsqu'elle était disciple de son fils. Elle l'accuse de cruauté, d'autoglorification et de comportement abusif avec ses disciples et évoque sa lutte pour se libérer de son contrôle.
André van der Braak, dans son livre Enlightenment Blues: My Years with an American Guru, prétend qu’Andrew Cohen exigeait d’importantes sommes d’argent et une dévotion totale et inconditionnelle de ses étudiants.
Le journaliste américain John Horgan (en) émet des doutes sur la qualité de maître éveillé de Cohen et d'autres.
Le blog What Enlightenment??! contient des témoignages d'anciens disciples, dont plusieurs anciens rédacteurs du magazine What Is Enlightenment? (devenu EnlightenNext), faisant état de manipulations et d'abus psychologiques et physiques de la part d'Andrew Cohen. Mais de son côté, Guru Talk, un blog d'anciens disciples, contredit un grand nombre de ces allégations négatives.
American Guru: A Story of Love, Betrayal and Healing, de William Yenner et d'autres anciens étudiants d'Andrew Cohen, parle d'autoritarisme, de manipulation financière et d'abus psychologiques et physiques dans la communauté d'Andrew Cohen et évoque les difficultés pour se rétablir après avoir quitté la communauté.
Andrew Cohen répond aux critiques de ses détracteurs dans un billet intitulé Une déclaration d'intégrité - Lettre ouverte d’Andrew Cohen à ses amis et ses adversaires.

### Œuvres originales en anglais
- My Master Is My Self:The Birth of a Spiritual Teacher (1989),  (ISBN 1-883929-07-5)
- Enlightenment Is a Secret:Teachings of Liberation (1991),  (ISBN 1-883929-08-3)
- Autobiography of An Awakening (1992),  (ISBN 0-9622678-4-8)
- An Unconditional Relationship to Life:The Odyssey of a Young American Spiritual Teacher (1995),  (ISBN 1-883929-04-0)
- The Challenge of Enlightenment:A Voyage into the Multidimensional Integrity of Nonduality (1996),  (ISBN 1-883929-14-8)
- In Defense of the Guru Principle  (1999),  (ISBN 1-883929-27-X)
- Freedom Has No History:A Call to Awaken (1997),  (ISBN 1-883929-17-2)
- Who Am I? and How Shall I Live? (1998),  (ISBN 1-883929-24-5)
- Embracing Heaven & Earth (2000),  (ISBN 1-883929-29-6)
- Living Enlightenment: A Call for Evolution Beyond Ego (2002),  (ISBN 1-883929-30-X)
- Evolutionary Enlightenment: A New Path to Spiritual Awakening (2011),  (ISBN 1-59079-209-2)

### Œuvres  traduites en français
- Qui suis-je ? et Comment faut-il vivre ?, Altess, 1996, 59 p. (ISBN 978-2-84243-050-4)
- La liberté n'a pas d'histoire : Un appel à s'éveiller [« Freedom Has No History:A Call to Awaken »], Altess, 1998, 114 p. (ISBN 978-2-84243-027-6)
- Pour une relation parfaite avec la vie [« An Unconditional Relationship to Life »], Altess
- Autobiographie d'un éveil [« Autobiography of An Awakening »], Altess, 1999, 142 p. (ISBN 978-2-905219-79-4)
- La promesse de perfection, Altess, 1999
- Vivre l'éveil : Un appel à l'évolution au-delà de l'ego [« Living Enlightenment: A Call for Evolution Beyond Ego »], Éditions de la Table ronde, 2004, 144 p. (ISBN 978-2-7103-2639-7)
- L'éveil est un secret [« Enlightenment Is a Secret:Teachings of Liberation »], Éditions du Relié, 2005, 237 p. (ISBN 978-2-914916-47-9)
- Embrasser le ciel et la terre [« Embracing Heaven & Earth »]  (trad. de l'anglais), Gordes, Éditions du Relié, 2007, 117 p. (ISBN 978-2-914916-88-2)
- L'éveil évolutionnaire : évoluer en conscience pour transformer la culture [« Evolutionary Enlightenment: A New Path to Spiritual Awakening »]  (trad. de l'anglais), Paris, Éditions du Relié, 2012, 269 p. (ISBN 978-2-35490-093-9)